# Andreas Petropoulos
Andreas Petropoulos (in greco Ανδρέας Πετρόπουλος?; 11 febbraio 1994) è un cestista greco.